# موريس كوانديتي
موريس كوانديتي (22 سبتمبر 1932–7 أبريل 2003) هو ضابط عسكري بنيني،شغل منصب رئيس بنين لمرتين،أولها من 20 ديسمبر 1967 حتى 21 ديسمبر 1967،حيث قام بانقلاب على كريستوف سوغلو،لكنه بعد يوم واحد،انقلب عليه ألفونس آلي،وثانيتها من 10 ديسمبر 1969 حتى 13 ديسمبر 1969،وصنفته صحيفة واشنطن بوست بأنه جندي متقلب المزاج،وذكي وطموح.